# Downburst

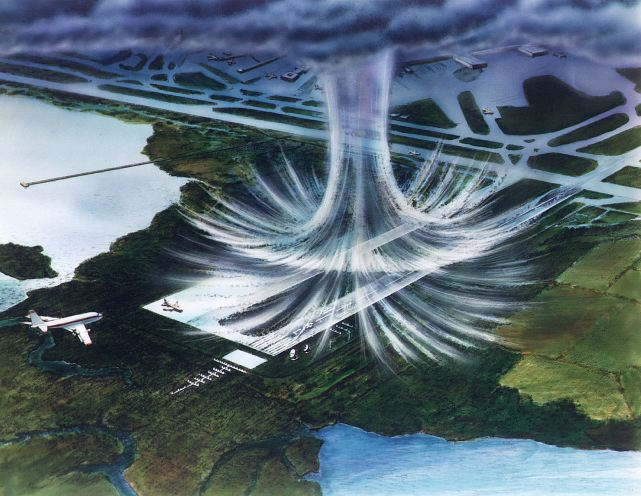
Ilustração de um downburst. O ar colapsa em sentido descendente até entrar em contacto com o solo, de onde se espalha de forma radial em todas as direções.

Um downburst, popularmente conhecida pelos termos explosão atmosférica e microexplosão/macroexplosão, é um vento repentino, de grande intensidade e junto ao solo que, a partir de determinado ponto, sopra de forma radial; isto é, em linha reta em todas as direções a partir do ponto de contacto com o terreno. Geralmente duram de segundos a minutos. 
Downbursts são correntes de ar descendentes particularmente fortes dentro de tempestades convectivas. Às vezes, downbursts emanam de nuvens cúmulos-nimbus congestus. Esses fenômenos são mais frequentemente criadas por uma zona de ar mais frio e seco, originado a partir do resfriamento evaporativo durante a precipitação.
Esse fenômeno produz frequentemente ventos de grande periculosidade e concentrados em uma área limitada, podendo ser confundido com um tornado. No entanto, enquanto num tornado os ventos de grande velocidade giram em volta de um ponto central e se deslocam para dentro e para cima, no downburst movem-se unicamente em direção ao solo e depois para fora do ponto onde aterram.
Os downbursts secos estão associadas a tempestades que apresentam muito pouca chuva ou nenhuma precipitação, enquanto os downbursts úmidos são criadas por tempestades com quantidades significativas de precipitação. Microexplosões (microbursts) e macroexplosões (macrobursts) são dois sub-tipos de explosões atmosféricas (downbursts) em escalas muito pequenas e grandes, respectivamente. Uma variedade rara de um downburst seco, o heatburst, é criado por correntes verticais na parte de trás de antigos limites de escoamento e linhas de instabilidade onde a precipitação é escassa. Os heatbursts geram temperaturas significativamente mais altas devido à falta de ar resfriado pela chuva em sua formação e aquecimento compressivo durante a descida.
Downbursts são um tópico de discussão notável na aviação, uma vez que criam cisalhamento vertical do vento, que tem o potencial de ser perigoso para a aviação, especialmente durante o pouso (ou decolagem), onde as janelas de desempenho de velocidade do ar são as mais estreitas. Vários acidentes fatais e históricos nas últimas décadas são atribuídos ao fenômeno e o treinamento da tripulação de voo se esforça muito sobre como reconhecer e se recuperar adequadamente de um evento de downburst/cisalhamento do vento; a recuperação de cisalhamento do vento, entre outros eventos climáticos adversos, são tópicos padrão em todo o mundo no treinamento de simulador de voo que as tripulações de voo recebem e devem concluir com sucesso. A tecnologia de detecção e previsão do tempo também foi implementada em grande parte do mundo e particularmente em torno dos principais aeroportos, que em muitos casos realmente têm equipamentos de detecção de cisalhamento do vento em campo. Esses equipamentos ajudam os controladores de tráfego aéreo e os pilotos a tomar decisões sobre a segurança e a viabilidade de operar no aeroporto ou nas proximidades durante tempestades convectivas.

## Definição

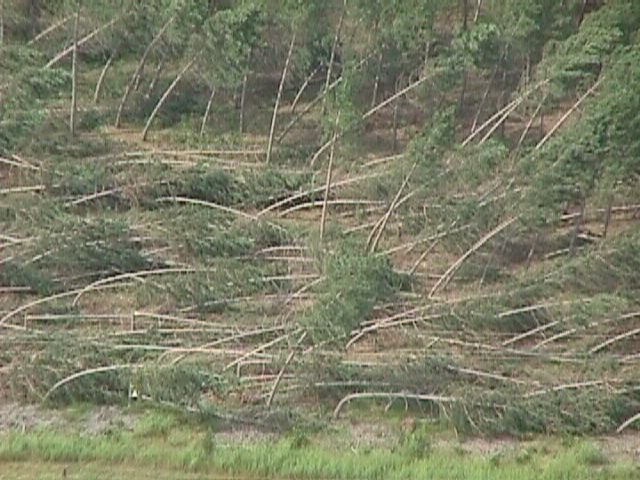
Danos de um downburst em linha reta.

Um downburst é criado por uma corrente de ar descendente que, após atingir a superfície, se espalha em todas as direções e é capaz de produzir ventos em linha reta de mais de 240 km/h (150 mph), frequentemente produzindo danos semelhantes, mas distinguíveis, dos causados por tornados. Os danos causados pelas corrente descendente irradiam de um ponto central à medida que a coluna descendente se espalha ao atingir a superfície, enquanto os danos causados pelo tornado tendem a ter danos convergentes consistentes com ventos rotativos. Para diferenciar entre danos causados por tornados e danos causados por uma explosão descendente, o termo "ventos em linha reta" é aplicado aos danos causados por downbursts.
Downbursts no ar que é livre de precipitação ou contém virga são conhecidos como downbursts secos; aqueles acompanhados de precipitação são conhecidos como downbursts úmidos. Geralmente são formados por ar resfriado pela precipitação que descende para a superfície, mas também podem ser alimentados por ventos fortes em baixos níveis sendo desviados em direção à superfície por processos dinâmicos em uma tempestade, como em uma corrente descendente de flanco frontal (Rear Flank Downdraft). A maioria dos downbursts tem menos de 4 km (2,5 mi) de extensão, sendo chamados de microbursts. Downbursts maiores que 4 km (2,5 mi) de extensão são às vezes chamados de macrobursts. No caso extremo, uma série ou aglomerado de downbursts contínuos resultam em um derecho, que cobre áreas enormes com mais de 320 km (200 mi) de largura e mais de 1.600 km (1.000 mi) de comprimento, persistindo durante 12 horas ou mais, e que está associado a alguns dos ventos de linha reta mais intensos possíveis.
O termo microburst foi definido pelo especialista em meteorologia de mesoescala Ted Fujita como um tipo de downburst afetando uma área de 4 km (2,5 mi) de diâmetro ou menos. Ted Fujita também cunhou o termo macroburst para downbursts maiores que 4 km (2,5 mi).

### Downbursts secos

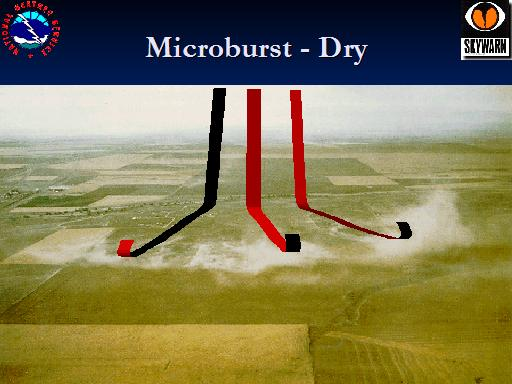
Esquema de um microburst seco.

Quando a chuva cai abaixo da base das nuvens ou se mistura com ar seco, ela começa a evaporar e esse processo de evaporação resfria o ar. O ar frio mais denso desce e acelera à medida que se aproxima da superfície. Quando o ar frio se aproxima da superfície, ele se espalha em todas as direções. Os ventos fortes que se espalham neste tipo de padrão, mostrando pouca ou nenhuma curvatura, são conhecidos como ventos em linha reta.
Downbursts secos são normalmente produzidas por tempestades de base alta que contêm pouca ou nenhuma precipitação superficial. Elas ocorrem em ambientes caracterizados por um perfil termodinâmico exibindo um V invertido no perfil térmico e de umidade, conforme visto em um diagrama termodinâmico Skew-T log-P. Wakimoto (1985)  desenvolveu um modelo conceitual (sobre as Altas Planícies dos Estados Unidos) de um ambiente de um microburst seco que compreendia três variáveis importantes: a umidade de nível médio, base da nuvem na troposfera média e baixa umidade relativa da superfície. Essas condições evaporam a umidade do ar à medida que ela cai, resfriando o ar e fazendo com que ele caia mais rápido porque é mais denso.

### Downbursts úmidos

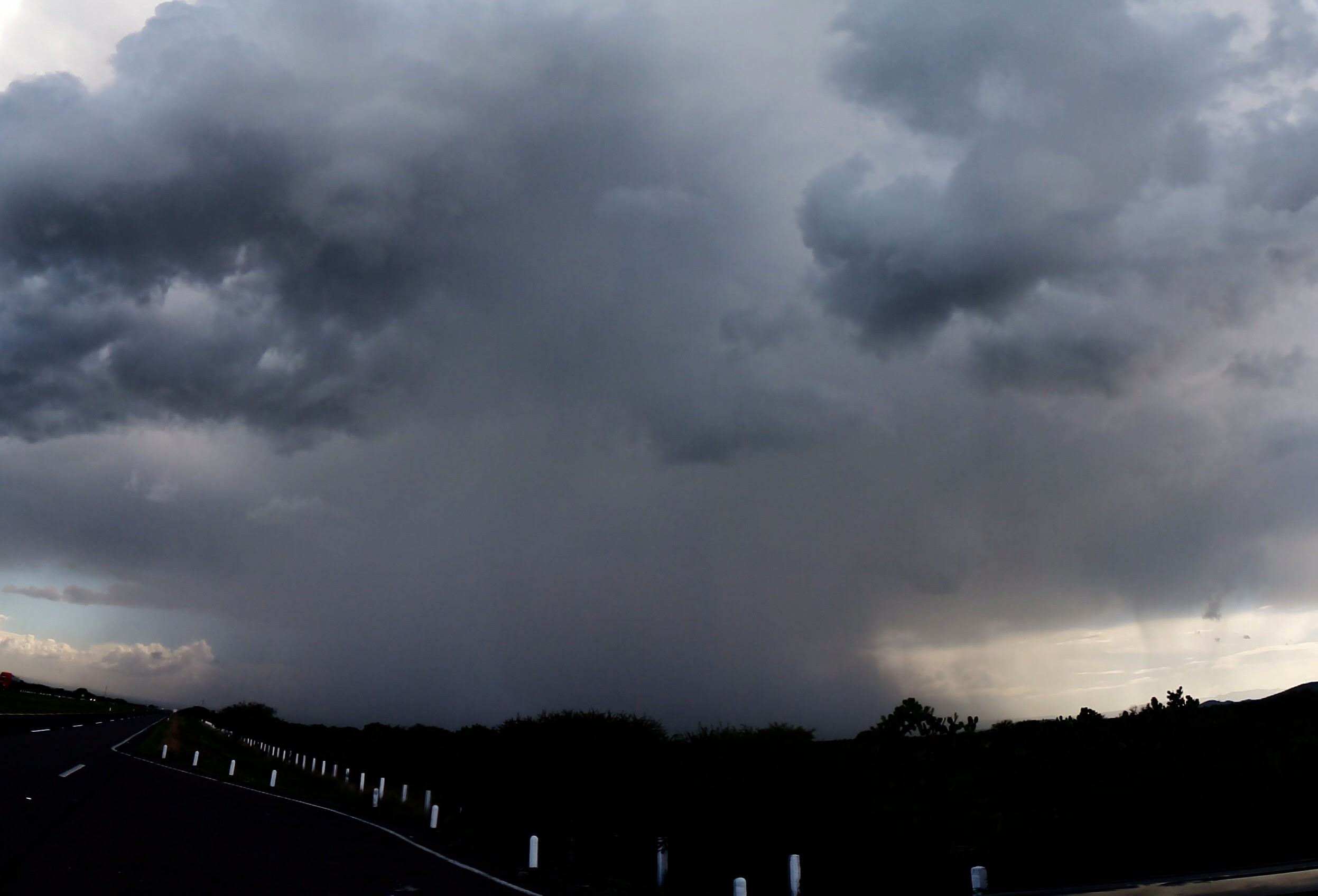
Um microburst úmido.

Os downbursts úmidos são acompanhados por precipitação significativa na superfície. Esses ventos descendentes dependem mais do arrasto da precipitação para a aceleração descendente das parcelas, bem como da flutuabilidade negativa que tende a impulsionar microbursts "secos". Como resultado, maiores proporções de mistura são necessárias para que esses downbursts se formem (daí o nome downburst "úmido"). O derretimento de gelo na camada das nuvens, especialmente do granizo, parece desempenhar um papel importante na formação de downbursts (Wakimoto e Bringi, 1988),  especialmente no nível mais baixo de 1 km acima do nível da superfície. Esses fatores, entre outros, dificultam a previsão de microbursts úmidos.
| Característica                                        | Microburst/Macroburst seco                                                | Microburst/Macroburst úmido                                           |
| ----------------------------------------------------- | ------------------------------------------------------------------------- | --------------------------------------------------------------------- |
| Localização de maior probabilidade nos Estados Unidos | Centro-Oeste/Oeste                                                        | Sudeste/Sul                                                           |
| Precipitação                                          | Pouca ou nenhuma                                                          | Moderada ou torrencial                                                |
| Bases de nuvem                                        | Até 500 hPa (mb)                                                          | Até 850 hPa (mb)                                                      |
| Recursos abaixo da base da nuvem                      | Virga                                                                     | Cortina de precipitação                                               |
| Catalisador primário                                  | Resfriamento evaporativo                                                  | Carga de precipitação e resfriamento evaporativo                      |
| Ambiente abaixo da base da nuvem                      | Camada seca profunda/baixa umidade relativa/taxa de lapso adiabático seco | Camada seca rasa/alta umidade relativa/taxa de lapso adiabático úmido |

### Ventos em linha reta
Os ventos em linha reta (também conhecidos como ventos de arado, rajadas de trovoada e furacões da pradaria) são ventos muito fortes que podem causar danos, demonstrando a ausência do padrão de dano rotacional associado aos tornados. Ventos em linha reta são comuns nas frentes de rajadas de uma tempestade, em um colapso de um Jato de influxo traseiro, ou de um downburst de uma tempestade intensa. Esses eventos podem causar danos consideráveis, mesmo na ausência de um tornado. Os picos de rajadas de vento podem atingir os 210 km/h (130 mph), enquanto os ventos de 95 km/h (59,0 mph) ou mais podem durar mais de vinte minutos. Nos Estados Unidos, esses eventos de ventos em linha reta são mais comuns durante a primavera, quando a instabilidade é maior e frentes climáticas cruzam o país rotineiramente. Eventos de ventos em linha reta na forma de derechos podem ocorrer em toda a metade leste dos EUA.
Ventos retos podem ser prejudiciais nas atividades marinhas. Pequenos navios, lanchas e veleiros correm riscos devido a esses fenômenos meteorológicos.

## Formação

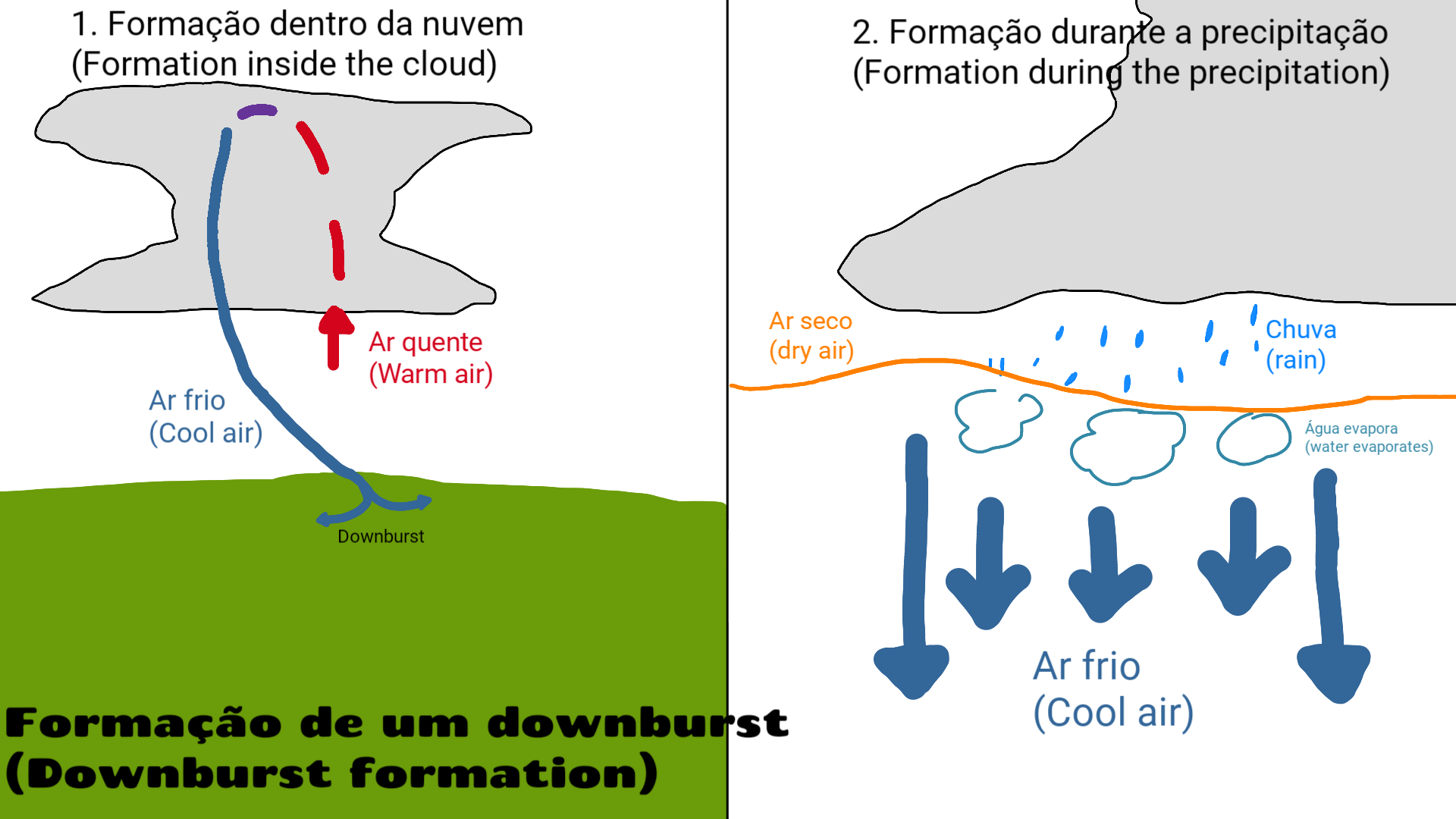
Ilustração das duas principais causas da formação de um downburst. À esquerda, o ar frio não consegue ser mantido dentro da nuvem e desce em direção ao solo, formando o downburst. À direita, a chuva evapora ao encontrar uma camada de ar seco, aumentando a densidade do ar frio

Um downburst pode ter diferentes causas, porem, a mais comum é através do resfriamento evaporativo durante uma precipitação muito intensa. Quando há uma massa de ar em médios níveis mais seca, as gotas d'água evaporam e as pedras de granizo derretem, aumentando a densidade do ar frio, que ganha impulso à medida que cai. Ao atingir o solo, ocorre uma "explosão" de ventos divergentes, denominados de outburst.

## Frequência
Segundo Giulio Betti, meteorologista e climatologista do Consiglio Nazionale delle Ricerche (Cnr), em uma reportagem do jornal italiano La Repubblica, o downburst é um fenômeno frequente durante fortes temporais, mas que nem sempre alcança velocidades capazes de provocar grandes estragos. Essas correntes descendentes podem ser intensificadas caso acompanhadas de precipitação, pois os pingos de chuva e as pedras de granizo arrastam o ar frio vindo da nuvem.